# Route nationale 4 (Cameroun)
Pour les articles homonymes, voir Route nationale 4.
La route nationale 4 est une route camerounaise reliant Obala à Bafoussam en passant par Bafia. Sa longueur est de 257 km,.

## Tracé
Entre Obala et Bafoussam, la route traverse cinq départements et dessert les localités et points remarquables suivants :

### Lekié
- Obala, sur la route nationale 1, km 0
- Nkolédouma
- Efok, route P13, km 9
- Ezézang
- Ebebda, km 41
- Pont d'Ebebda, franchissement de la Sanaga, km 45

### Mbam-et-Inoubou
- Ombessa, km 74
- Bafia, km 90
- Kon-Yambetta, km 119
- Ndikiniméki, km 146
- Makénéné, km 161

### Ndé
- Tonga, km 178
- Bangangté, km 212
- Bangoua, km 224

### Koung-Khi
- Demdeng, km 239
- Bandjoun, km 246

### Mifi
- Bafoussam, km 257